# Meinerzhagener antifaschistische Widerstandsgruppe
Die Meinerzhagener antifaschistische Widerstandsgruppe war eine deutsche Gruppe von antifaschistischen Arbeitern, die in den Widerstand gegen den Nationalsozialismus ging und deren Mitglieder hingerichtet wurden. Die Widerstandsgruppe bestand aus den in Meinerzhagen geborenen Fritz Müller (* 13. Juli 1895  im Ortsteil Wiebelsaat), Friedrich-Wilhelm Kessler (* 4. Oktober 1902 im Ortsteil Valbert), Jakob Junglas (* 28. Oktober 1882 in Burgen (Untermosel)) und Ernst Hollweg (* 16. März 1895 in Börlinghausen) sowie vier namentlich nicht bekannten sowjetischen Zwangsarbeiterinnen. Der Tod der acht Antifaschisten gilt als Endphaseverbrechen.

## Geschichte
Müller, Junglas, Kessler, Hollweg und die Zwangsarbeiterinnen waren bei dem kriegswichtigen Rüstungsbetrieb der Otto-Fuchs-Werke in Meinerzhagen im Sauerland beschäftigt. Die Fuchs-Werke lieferten unter anderem Teile der Junkers-Kriegsflugzeuge. Die Aktionen der Meinerzhagener Widerstandsgruppe zielten auf die Verkürzung des Krieges durch Bestreikung oder versteckte Sabotage der Kriegsproduktion sowie Aufforderungen zur Desertion vor dem Volkssturm im Rahmen des zu diesem Zweck gebildeten Freikorps Sauerland.
Dabei spielte die Solidarität mit den überwiegend sowjetischen Häftlingen des firmeneigenen Zwangsarbeiterlagers der Otto-Fuchs-Werke eine wichtige Rolle. Bei einer Stadtbevölkerung von rund 5.000 Einwohnerinnen und Einwohnern lebten 1.700 deportierte, sogenannte „fremdvölkische“ Zwangsarbeiterinnen und Zwangsarbeiter in Meinerzhagen. Im gesamten Märkischen Kreis waren es zwischen 15.000 und 20.000.  Einige Überlebende wie die ukrainische Zwangsarbeiterin Ljuba Leontjewna Meleschko berichteten nach dem Ende des Kalten Krieges, als endlich Entschädigung angestrebt wurde, über die furchtbaren Zustände in der Fabrik mit Kinderarbeit, unentgeltlichen Zehnstundenschichten und ständiger Bewachung. Zugleich gab es ihrem Bericht zufolge immer wieder Widerstandshandlungen im Lager, die harte Bestrafungsaktionen zur Folge hatte – zum Beispiel gegen eine junge Arbeiterin, die „eine rote Flagge heraushängte [und] dabei (...) etwas (schrie).“
Begünstigt wurden die Widerstandsaktionen der Gruppe durch die Bombardierung der Fuchs-Werke durch die Alliierten am 19. März 1945, bei der auch zwei sechs- und siebenjährige Zwangsarbeiterkinder getötet wurden, und die Angst vor dem sinnlosen Tod im Krieg.
Die Widerstandsgruppe wurde – nach Angaben von Peter Faecke – in den letzten Kriegswochen des Zweiten Weltkriegs durch eine Denunziation des Blockleiters Jülich enttarnt. Es existieren jedoch auch Berichte von Augenzeugen bzw. Zeitgenossen, wonach es der Meinerzhagener Amtsoberinspektor Fritz Sinderhauf war, der die deutschen Arbeiter und die vier sowjetischen Zwangsarbeiterinnen beim Fuchs’schen Vertrauensmann bei der Gestapo, Kommissar Hermann Bolte, denunzierte. Im Luftschutzkeller der Otto-Fuchs-Werke wurde die Gruppe am 29. März 1945 (Gründonnerstag) wahrscheinlich unter Folter verhört. Kessler schnitt sich während des Verhörs die Pulsadern auf. Im Anschluss wurden der schwer verletzte Kessler und die sieben anderen Mitglieder der Gruppe mit einem LKW von der Gestapo verschleppt. Am 21. April 1945 wurden die acht Meinerzhagener Widerstandskämpfer in Bittermark zusammen mit mehreren Hundert anderen westfälischen Opfern der Kriegsendphaseverbrechen tot aufgefunden. Die Hände der Toten waren mit Stacheldraht auf den Rücken gefesselt und sie wiesen – wie Kessler – einen oder mehrere Genickschüsse auf. Ungeklärt ist bis heute, ob der Lüdenscheider KPD-Stadtverordnete Alex Uesseler (* 11. Mai 1900 in Solingen), der nach seiner Inhaftierung im KZ Börgermoor in Meinerzhagen wieder Arbeit gefunden hatte und ebenfalls im Rombergpark ermordet wurde, auch zur Meinerzhagener Widerstandsgruppe gehörte.
Des Widerstands dieser Gruppierung wird, gemeinsam mit anderen, mit dem Mahnmal Bittermark gedacht.

## Aufarbeitungsbemühungen
Gegen Hermann Bolte, der die Zwangsarbeiterlager in der Lüdenscheider Umgebung überwacht hatte (neben dem Fuchs-Lager in Meinerzhagen u. a. auch das Arbeitserziehungslager Hunswinkel), wurden von Seiten der Besatzungsbehörden nach dem Krieg Ermittlungen angestellt, in denen es insbesondere um die Ermordung der Widerstandsgruppe und der sowjetischen Zwangsarbeiterinnen ging. Über die Ermittlungsakte verfügt heute u. a. das Internationale Rombergparkkomitee in Dortmund. Von Hans Joachim Fuchs wurde Bolte entlastet. Bolte sei „stets bemüht geblieben (...), die ihm gestellten Aufgaben in großzügiger und menschlich gerechter Weise zu erfüllen“. Kein einziger „Fremdarbeiter“ habe sich über Bolte beschwert. Bolte selbst behauptete, dass er vom Zwangsarbeiterprogramm der Nazis nichts gewusst habe. Ungeachtet der heute dokumentierten menschenverachtenden Zustände in den Zwangsarbeiterlagern im Märkischen Sauerland bekundete er, er habe nur „Fremdarbeiter“ betreut, die froh gewesen seien, im „Reich“ zu sein. Bolte blieb bis 1947 interniert, konnte aber nach Zahlung einer Geldstrafe bis Ende der 1950er Jahre im Polizeidienst tätig bleiben. Seither blieb – unter den Bedingungen des Kalten Krieges – die Geschichte ruhen.
In der zweiten Hälfte der 1990er Jahre bemühten sich schließlich lokale Organisationen und überregionale Historiker um die Aufarbeitung der Meinerzhagener Widerstandsgruppe und des Zwangsarbeiterlagers, das direkt neben den Otto-Fuchs-Werken in der Nähe des heute stillgelegten Bahnhofs lag und in dem ständig 850 Zwangsarbeiter inhaftiert waren. Die regionalen Medien Meinerzhagener Zeitung und Westfälische Rundschau griffen diese Bemühungen 1995 auf. Im selben Jahr kam es auch zur Errichtung eines Straßenschildes Platz der acht Opfer des 29. März 1945 in der Nähe der Fuchs-Werke. Dieses wurde allerdings bald von Unbekannten entfernt.
Im Kontext der Debatte zur Entschädigung der noch lebenden Zwangsarbeiter ging der Fall 1999/2000 noch einmal durch die regionalen und überregionalen Medien. Die IG Metall berichtete im Jahr 2000 in ihrer Mitgliederzeitschrift metall, dass die Otto-Fuchs-Metallwerke zum Kreis derjenigen Unternehmen gehörten, die sich weigerten, sich an dem Entschädigungsfonds zu beteiligen. In diesem Zusammenhang wurde thematisiert, dass die Angehörigen der Meinerzhagener Widerstandsgruppe weder von den Fuchs-Werken noch von der Stadt Meinerzhagen jemals entschädigt worden waren und sind. Auf Initiative des um Aufarbeitung bemühten Stadtarchivs und der Initiative Stolpersteine erinnert seit 2014 ein Denkmal auf dem Meinerzhagener jüdischen Friedhof an die „zwischen 1939 und 1945 nach Deutschland verschleppten Menschen“ und dort begrabene 26 russische und polnische Zwangsarbeitsopfer. Eine juristische Aufarbeitung der Meinerzhagener Widerstandsgruppe und ihres Endes hat indes bis heute nicht stattgefunden. Fritz Sinderhauf, der nach 1945 oberster Beamter der Stadt wurde, starb um 1970, Hans Joachim Fuchs im Jahre 1992. Die lückenlose historische Aufarbeitung hängt nach Einschätzung von Ulrich Sander von der Bereitschaft der Otto-Fuchs-Metallwerke ab, ihre Archive zu öffnen.